# Аарон Конноллі
Аарон Конноллі (англ. Aaron Connolly; нар. 28 січня 2000, Голвей) — ірландський футболіст, нападник англійського клубу «Сандерленд» і збірної Ірландії.
Виступав, зокрема, за клуби «Брайтон енд Гоув» та «Галл Сіті», а також національну збірну Ірландії.

## Клубна кар'єра
Народився 28 січня 2000 року в місті Голвей. Вихованець юнацьких команд футбольних клубів «Мервуе Унітед» та «Брайтон енд Гоув».
У дорослому футболі дебютував 2018 року виступами за команду «Брайтон енд Гоув», в якій виступає досі.
Своєю грою за цю команду привернув увагу представників тренерського штабу клубу «Лутон Таун», до складу якого приєднався 2019 року на правах оренди.
До складу клубу «Брайтон енд Гоув» повернувся 2019 року. Станом на 10 січня 2021 року відіграв за клуб з Брайтона 35 матчів в національному чемпіонаті.

## Виступи за збірні
2016 року дебютував у складі юнацької збірної Ірландії (U-17), загалом на юнацькому рівні взяв участь у 13 іграх, відзначившись 8 забитими голами.
З 2019 року залучається до складу молодіжної збірної Ірландії. На молодіжному рівні зіграв в 11 офіційних матчах, забив 1 гол.
2019 року дебютував в офіційних матчах у складі національної збірної Ірландії.
| Дата       | Місто     | Господарі  | Результат | Гості       | Турнір                               | Голи | Примітки  |
| ---------- | --------- | ---------- | --------- | ----------- | ------------------------------------ | ---- | --------- |
| 12-10-2019 | Тбілісі   | Грузія     | 0 – 0     | Ірландія    | Відбір до ЧЄ 2020                    | -    | 79'       |
| 15-10-2019 | Женева    | Швейцарія  | 2 – 0     | Ірландія    | Відбір до ЧЄ 2020                    | -    | 70'       |
| 3-9-2020   | Софія     | Болгарія   | 1 – 1     | Ірландія    | Ліга націй УЄФА 2020-2021 - 1-й етап | -    |           |
| 6-9-2020   | Дублін    | Ірландія   | 0 – 1     | Фінляндія   | Ліга націй УЄФА 2020-2021 - 1-й етап | -    | 77'       |
| 14-10-2020 | Гельсінкі | Фінляндія  | 1 – 0     | Ірландія    | Ліга націй УЄФА 2020-2021 - 1-й етап | -    | 80'       |
| 24-3-2021  | Белград   | Сербія     | 3 – 2     | Ірландія    | Відбір до ЧС 2022                    | -    | 67'       |
| 1-9-2021   | Фару      | Португалія | 2 – 1     | Ірландія    | Відбір до ЧС 2022                    | -    | 45+2' 72' |
| 4-9-2021   | Дублін    | Ірландія   | 1 – 1     | Азербайджан | Відбір до ЧС 2022                    | -    | 46'       |
| 7-9-2023   | Париж     | Франція    | 2 – 0     | Ірландія    | Відбір до ЧЄ 2024                    | -    | 78'       |
| Усього     |           | Матчів     | 9         |             | Голів                                | 0    |           |